# 安全锤

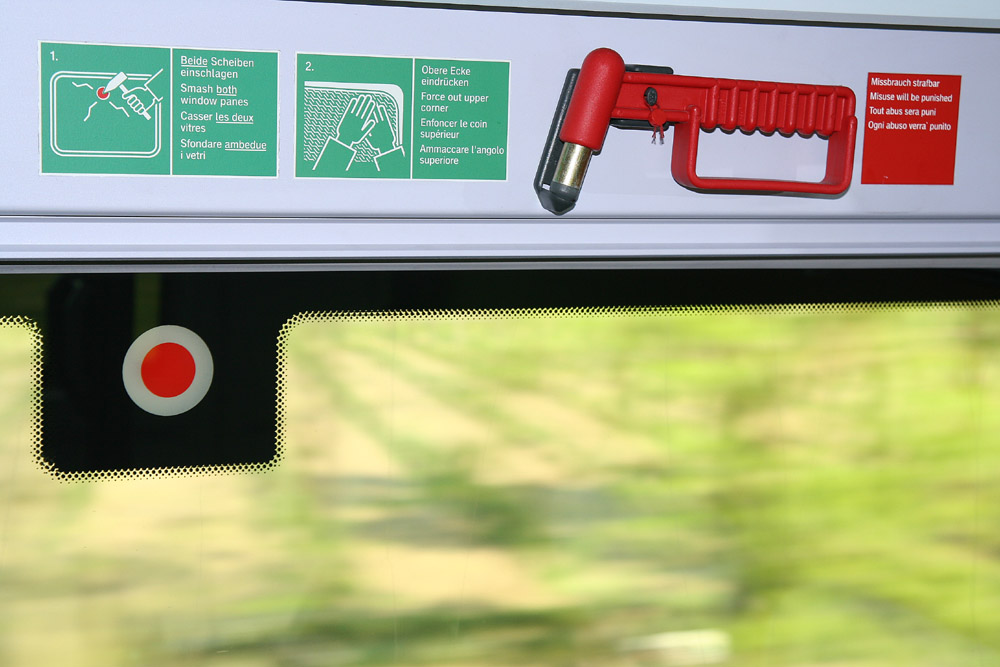
火車上的車窗擊破器及標示敲擊位置的紅色圓點

安全锤，又名車窗擊破器、破窗鎚，是一个避险锤，配置於車輛，尤其是大型車的緊急逃生用具。其結構類似一鎚子，有握把和金屬鎚釘，於車輛發生車禍車門無法開啟時，乘員可以車窗擊破器敲擊車窗玻璃四個角落，再將車窗推開而逃生。有些安全鎚附有切割器，讓使用者在安全帶無法解開時切割安全帶以利逃生。
公车上的安全锤经常丢失，这造成在公交车发生危险时，乘客缺少必要的逃生装置。2009年，成都6·5公交燃烧事故中安全锤的去向引发了社会舆论关注。因此有些公車的安全锤是收納在盒內，並規定非緊急時取用視同竊取。